# Wincentów (powiat radomski)
Wincentów – wieś w Polsce położona w województwie mazowieckim, w powiecie radomskim, w gminie Pionki. Ma status sołectwa.
| SIMC    | Nazwa           | Rodzaj    |
| ------- | --------------- | --------- |
| 0631195 | Bełczączka      | część wsi |
| 0631203 | Nowy Wincentów  | część wsi |
| 0631210 | Stary Wincentów | część wsi |

Wierni Kościoła rzymskokatolickiego należą do parafii św. Idziego w Suchej lub do parafii św. Jakuba Apostoła w Skaryszewie.
W latach 1957–1975 miejscowość administracyjnie należała do województwa kieleckiego, następnie W latach 1975–1998 do województwa radomskiego.